# Oceans of Time
Oceans of Time es el séptimo álbum de estudio del guitarrista Axel Rudi Pell, lanzado en el mes de septiembre de 1998 bajo la discográfica Steamhammer Records.. Este es el primer álbum de la banda donde participa el vocalista Johnny Gioeli, así como el primero donde participa Ferdy Doernberg en el teclado y el último con Jörg Michael en la batería.

## Lista de canciones
1. "Slaves of the Twilight" (intro) - 1:50
2. "Pay the Price" - 6:17
3. "Carousel" - 8:00
4. "Ashes From the Oath" - 9:36
5. "Ride the Rainbow" - 4:54
6. "The Gates of the Seven Seals" - 10:37
7. "Oceans of Time" - 7:46
8. "Prelude to the Moon" - 5:04
9. "Living On the Wildside" - 4:52
10. "Holy Creatures" - 6:32

## Miembros
- Johnny Gioeli - Vocalista
- Axel Rudi Pell - Guitarrista
- Volker Krawczak - Bajista
- Ferdy Doernberg - Tecladista
- Jörg Michael - Batertista